# حويجينة
حويجينة قرية سوريّة تتبع إداريّاً لمحافظة حلب منطقة السفيرة ناحية مركز السفيرة، بلغ تعداد سكانها 1,112 نسمة حسب التعداد السكاني لعام 2004.